# Bergerac (stad)
Bergerac is een gemeente in het Franse departement Dordogne (regio Nouvelle-Aquitaine). De gemeente telde 26.852 inwoners op 1 januari 2022. De plaats is de onderprefectuur van het arrondissement Bergerac.
Bergerac heeft geen link met Savinien de Cyrano, de historische persoon op wie Edmond Rostand zijn fictief personage Cyrano de Bergerac heeft gebaseerd. Maar de stad heeft dit personage wel omarmd met onder andere twee standbeelden.

## Geschiedenis
Bergerac heeft haar rijkdom te danken aan de handel over de Dordogne, tussen de haven van Bordeaux en het binnenland. De goederen werden er vervoerd op platbodems (gabarres). In de 13e eeuw werd er een brug over de rivier gebouwd. Deze oude brug werd in 1783 vernield door een overstroming. Bergerac was een bolwerk van de hugenoten in de Périgord. In de 17e eeuw vestigden zich op vraag van de bisschop van Périgueux minderbroeders in Bergerac om het protestantisme terug te dringen. Hun recollettenklooster werd na de Franse Revolutie onteigend en na verkoop werd de kloosterkapel een protestantse kerk.
De komst van de spoorweg in de 19e eeuw maakte een einde aan het riviertransport. Tussen de 17e eeuw en het einde van de 20e eeuw was de tabaksteelt een van de belangrijkste economische activiteiten.

## Bezienswaardigheden
De gemeente telt twee standbeelden van Cyrano de Bergerac. Een van Jean Varoqueau uit 1977 (place de la Mirpe) en een ander van Mauro Corda uit 2005 (place Pélissière). Monumenten zijn onder andere:
- Église Saint-Jacques-le-Majeur
- Maison des Consuls (14e eeuw)
- Vieux Pont (1825)

### Musea
- Recollettenklooster, in 2018 verbouwd om het office de tourisme, la maison de vin en het musée Cyrano de Bergerac te huisvesten.
- Dordonha, centrum rond erfgoed en cultuur, sinds 2022 gevestigd in het 17e-eeuwse gebouw Petite Mission. Hierin is het Musée Costi gevestigd met werken van de Griekse beeldhouwer Constantin Papachristopoulos (1906-2004). In het Centre d'interpretation de l'architecture et du patrimoine is een didactische tentoonstelling over de geschiedenis van de stad en haar banden met de wijnbouw en de rivier.[3]
- Musée du tabac, tabaksmuseum gevestigd in het 17e-eeuwse burgerhuis Maison Peyrarède.

### Parken
Het Parc Jean-Jaurès (vroeger Jardin Perdoux) ligt ten noordoosten van het stadscentrum. Het park omvat een Franse en een Engelse tuin, een arboretum en een rozentuin. Het Parc de Pombonne ligt in het noorden van de gemeente aan de oever van de Caudeau. Er is een meer met strand.

### Afbeeldingen

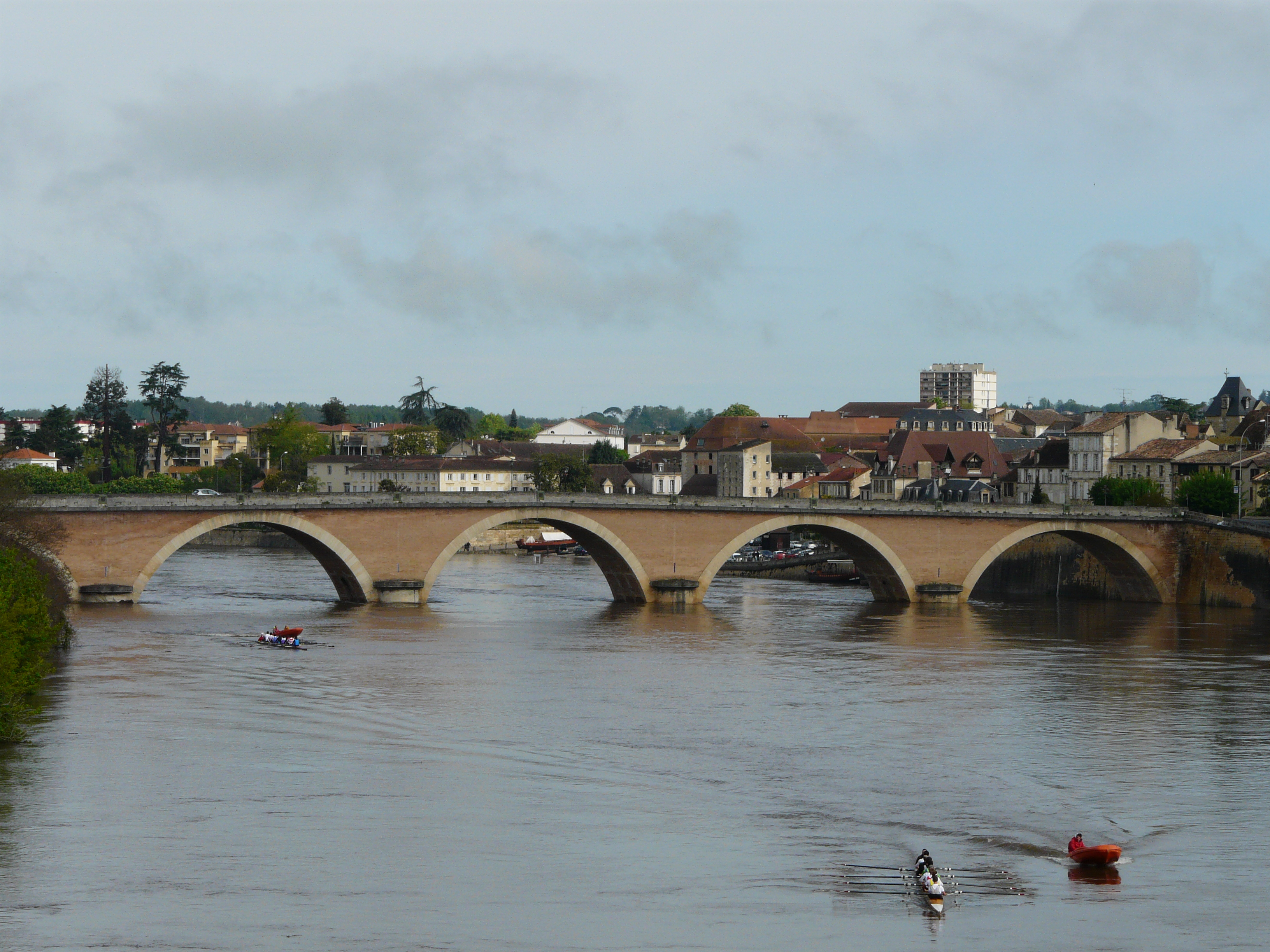
Vieux pont over de Dordogne
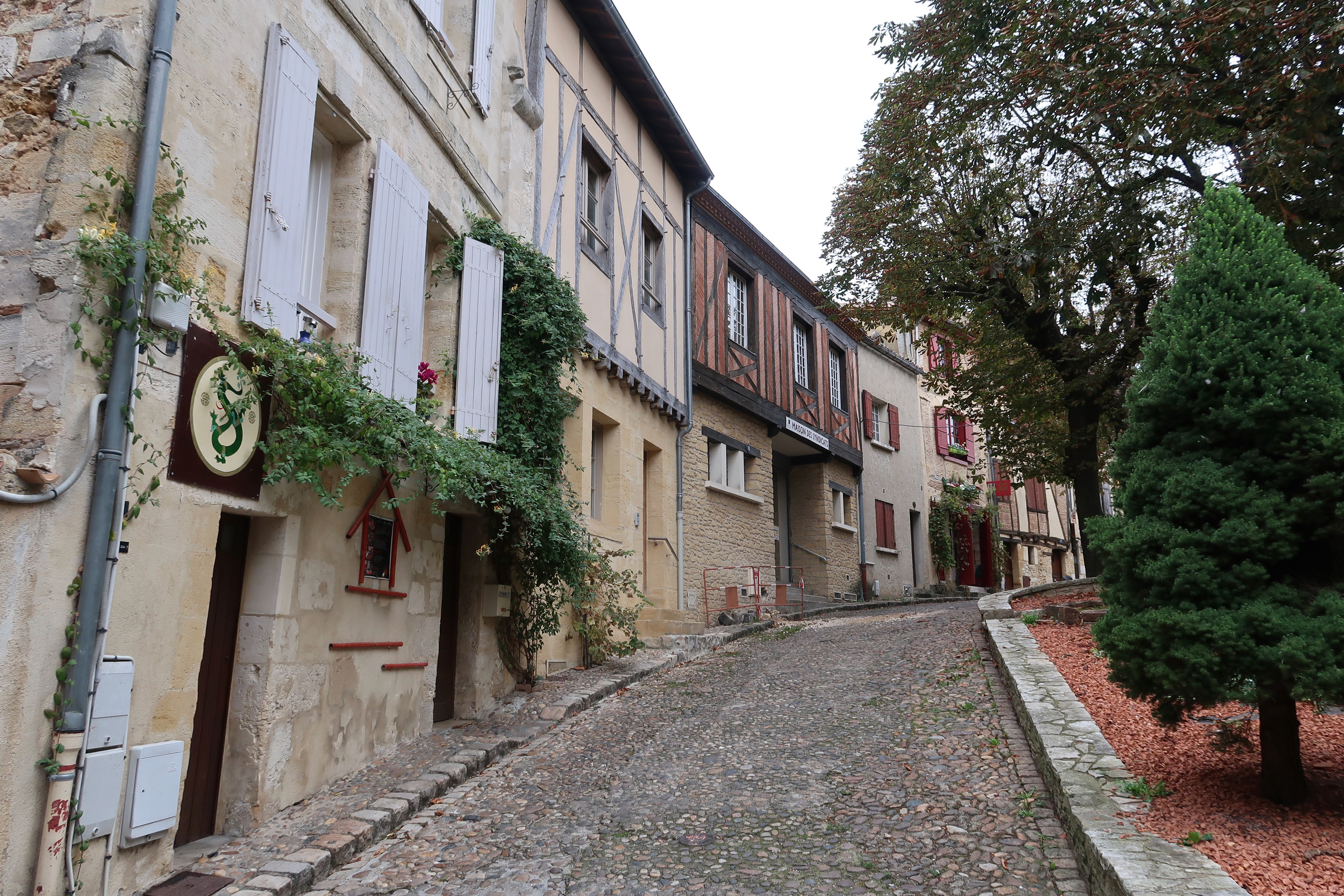
Place de la Mirpe
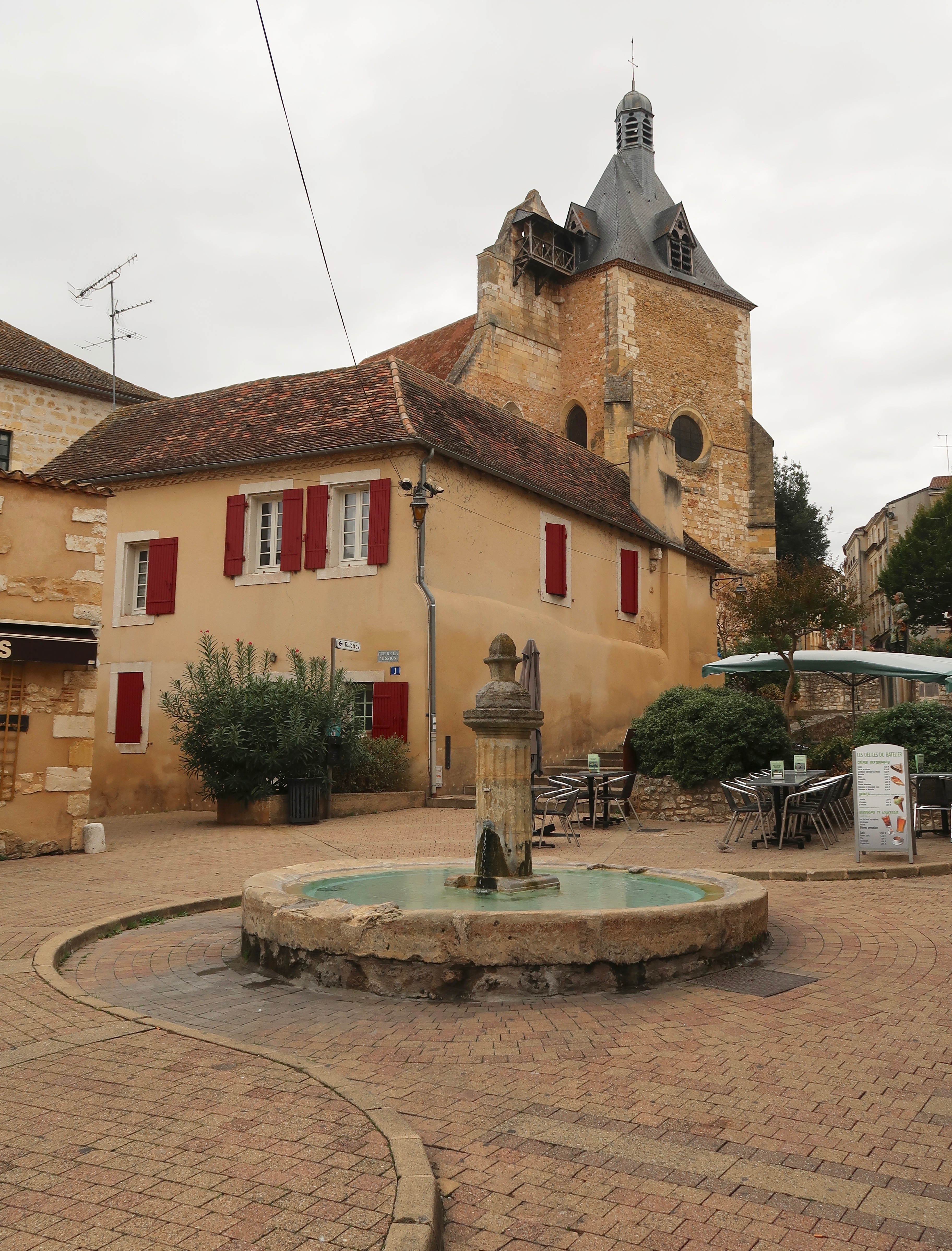
Place Pelissière met de Église Saint-Jacques
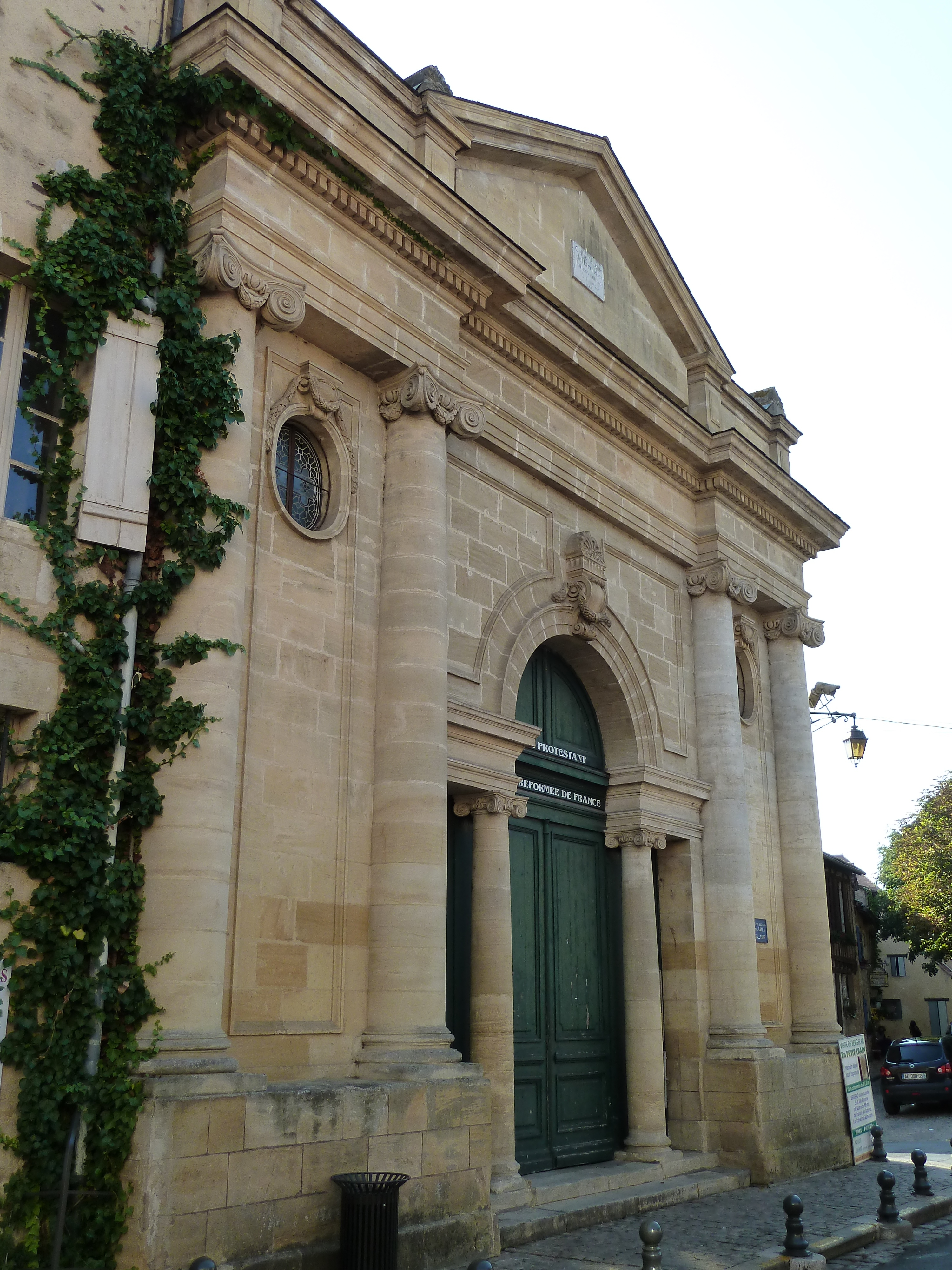
Protestantse kerk ("temple")
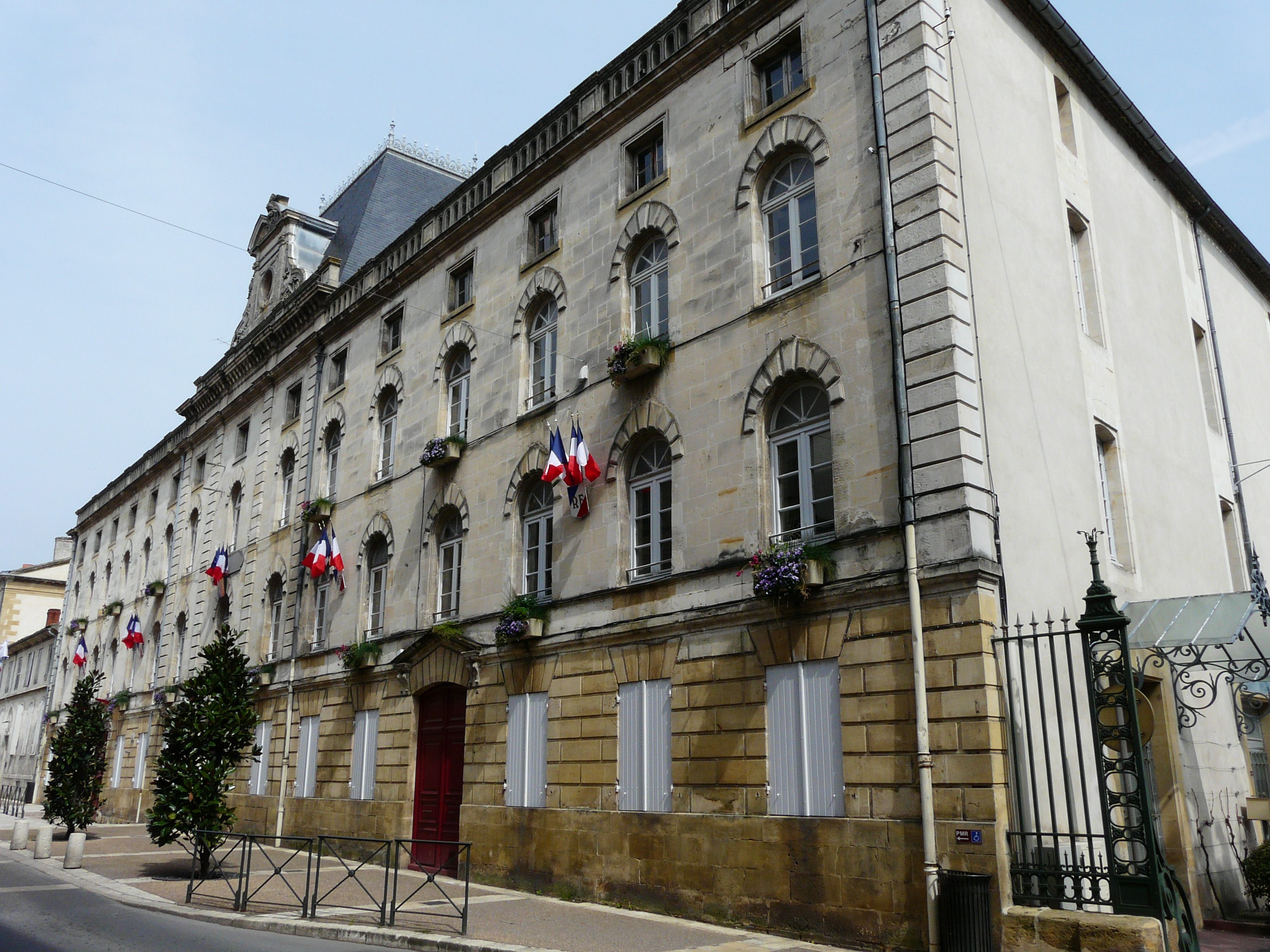
Stadhuis
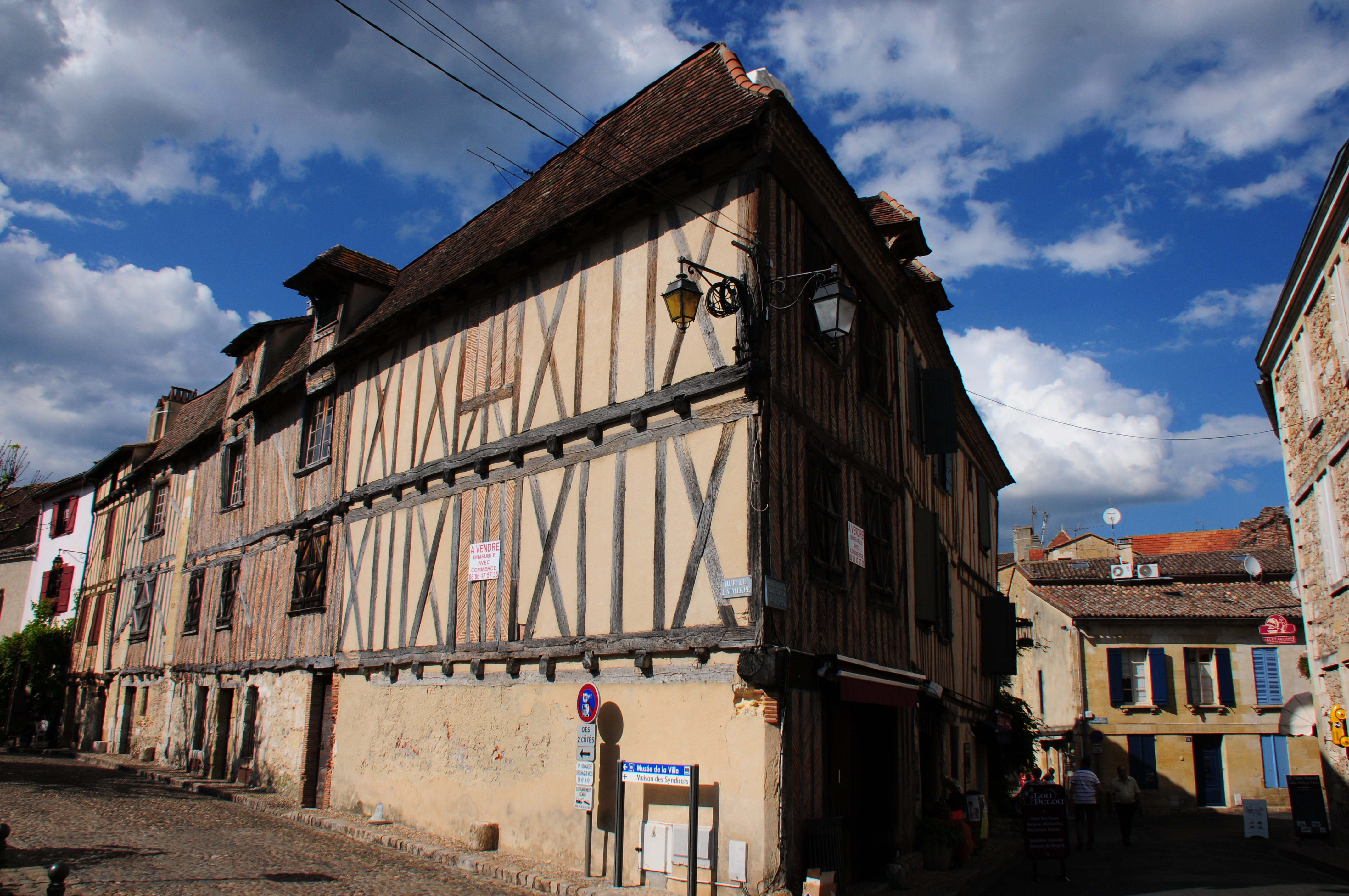
Vakwerkhuizen

## Geografie
De oppervlakte van Bergerac bedroeg op 1 januari 2022 56,1 vierkante kilometer; de bevolkingsdichtheid was toen 478,6 inwoners per km².
De Dordogne stroomt door het centrum van Bergerac. Het historisch centrum ligt op de noordelijke oever. In de rivier ligt het onbewoonde riviereiland Île de la Pelouse. De Caudeau stroomt door het noorden van de gemeente om in het westen in de Dordogne uit te monden.

De onderstaande kaart toont de ligging van Bergerac met de belangrijkste infrastructuur en aangrenzende gemeenten.

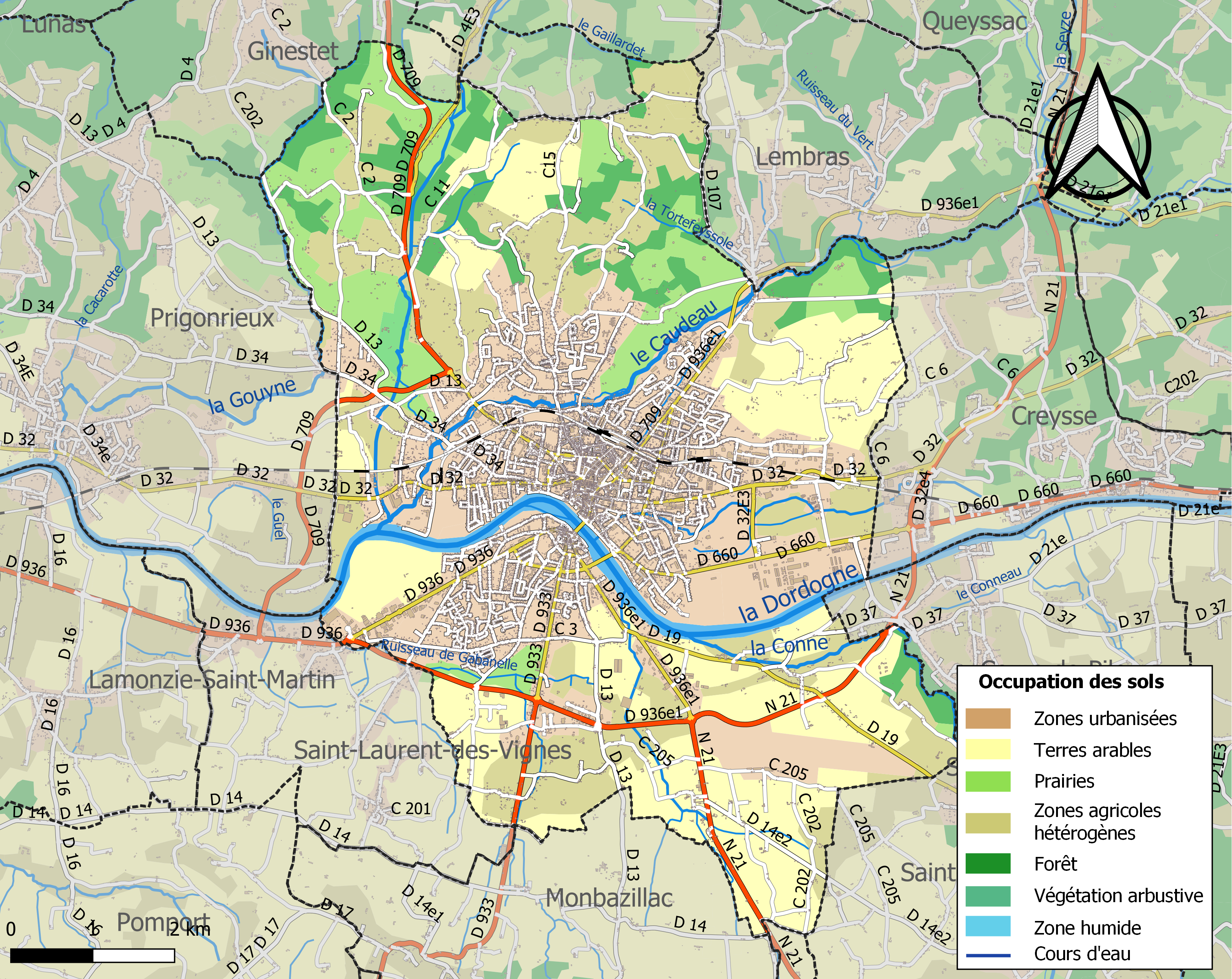

## Demografie
Onderstaande figuur toont het verloop van het inwonertal (bron: INSEE-tellingen).

## Verkeer

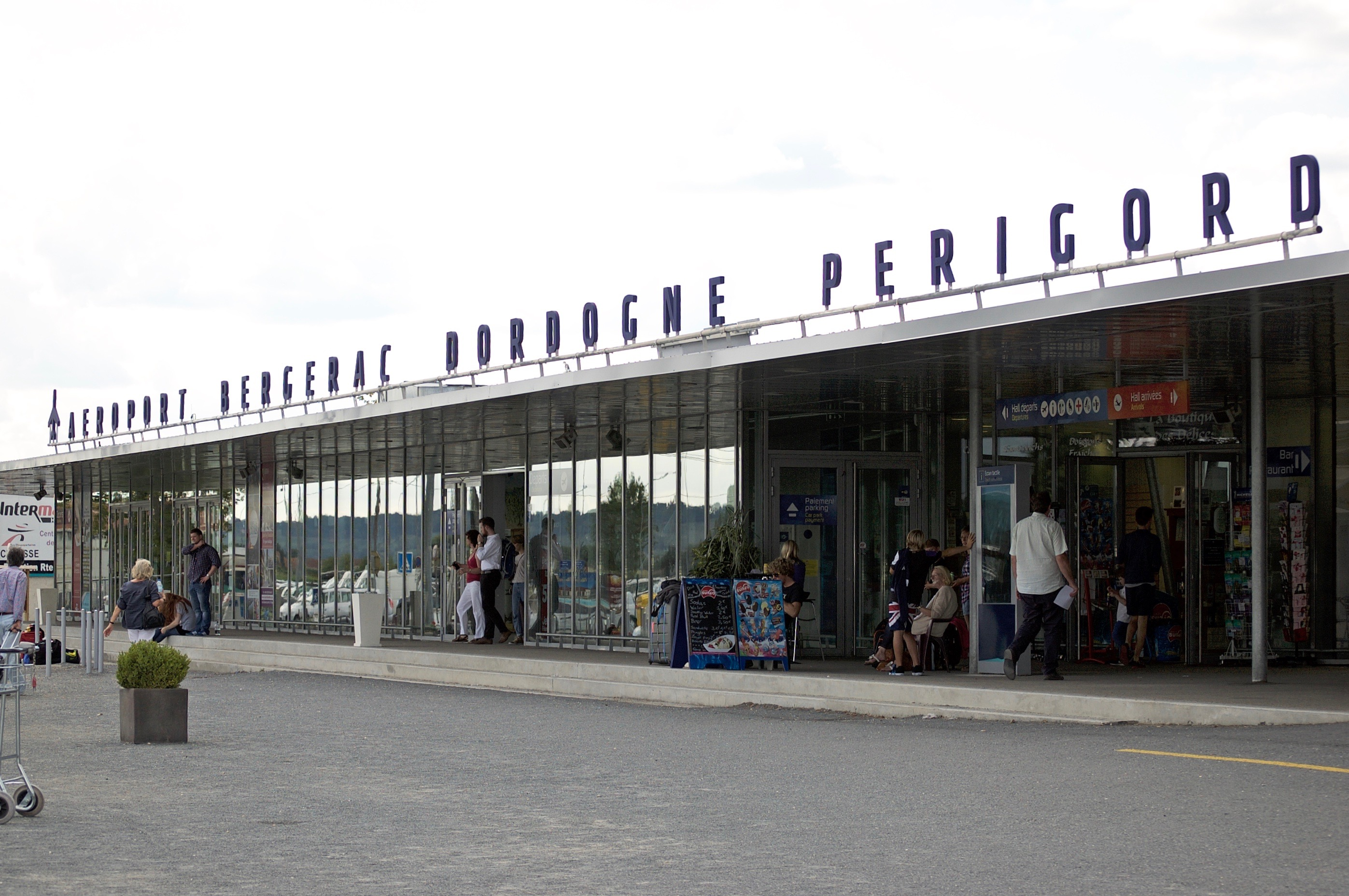
Aéroport Bergerac Dordogne Périgord

In de gemeente ligt spoorwegstation Bergerac. Ten zuidoosten van de stad ligt de luchthaven Aéroport Bergerac Dordogne Périgord.

## Landbouw
Bergerac ligt voor het grootste deel aan de noordzijde van de rivier de Dordogne, in een streek (Périgord Pourpre) die wordt gedomineerd door de wijnbouw. Ten oosten van Bergerac ligt de Pécharmant, een wijngebied waar stevige rode wijn vandaan komt, terwijl ten zuiden van de Dordogne de Monbazillac witte zoete wijnen produceert. In het westen grenst het wijngebied van Bergerac aan dat van de Saint-Émilion. Daarnaast wordt in Bergerac tabak verhandeld.
In Bergerac is er een markthal en daarnaast een tweewekelijkse markt aan de Notre-Damekerk met lokale landbouwproducten.

## Sport
Bergerac was zes keer etappeplaats in de wielerkoers Tour de France. Drie keer startte er een etappe en drie keer was Bergerac aankomstplaats. Miguel Indurain, Ramūnas Navardauskas en Marcel Kittel wonnen er een etappe.

## Geboren in Bergerac
- Samuel Pozzi (1845-1918), medicus
- Gaston Ouvrard (1890-1981), komisch zanger
- Hélène Duc (1917-2014), actrice
- Pascal Obispo (1965), zanger, musicus en liedjesschrijver
- Franck Passi (1966), voetballer en voetbaltrainer